# Черешенки (Херсонская область)
Черешенки (укр. Черешеньки) — посёлок в Белозёрской поселковой общине Херсонского района Херсонской области Украины.
Почтовый индекс — 75002. Телефонный код — 5547. Код КОАТУУ — 6520355101.

## Население
Население по переписи 2001 года составляло 182 человека.

### Языковой состав
Родной язык населения по данным переписи 2001 года:
| Язык        | Численность, чел. | Доля     |
| ----------- | ----------------- | -------- |
| Украинский  | 176               | 96,70 %  |
| Русский     | 4                 | 2,20 %   |
| Белорусский | 2                 | 1,10 %   |
| Итого       | 182               | 100,00 % |

## Местный совет
75000, Херсонская обл., Белозёрский р-н, пгт Белозёрка, ул. К. Маркса, 83